# ピラタス PC-21
ピラタス PC-21
オーストラリア空軍のPC-21
- 用途：基本・高等練習機
- 製造者：ピラタス
- 運用者

  -  スイス（スイス空軍）
  -  シンガポール（シンガポール空軍）
  -  アラブ首長国連邦（アラブ首長国連邦空軍）
- 初飛行：2002年7月1日
- 生産数：278+ [1]
- 運用開始：2007年
- 運用状況：現役

ピラタス PC-21（英語: Pilatus PC-21）は、スイスのピラタスで製造されている単発ターボプロップ高等練習機である。

## 開発
現代の戦闘機は高度なアビオニクスを搭載するため、戦闘機パイロットの教育もそのようなアビオニクスの操作に重点が置かれるようになった。逆に、超音速ジェット戦闘機の黎明期には早期から超音速飛行に慣れることが必須と考えられたが、現在では超音速域と亜音速・遷音速域の飛行に大きな差はないと認識されており、超音速を発揮できるほどの速度性能は高等練習機であっても重視されなくなっている。そのため、純粋な練習機としては、調達経費も運用コストも高価なジェット機を使うのは目的に比して不経済になってきた。こうした点に目を付けたピラタス社は、長期に渡って広範囲な調査と研究を実施し、こうした訓練を効率よく行うには運用コストの低いターボプロップ練習機が最適であるという結論に至った。
ピラタス社は1997年11月に、次世代ターボプロップ練習機の改善点をテストするためPC-7 Mk.IIの改造型を飛行させた。一連のテスト結果を受けて、同社は1998年11月に新しい訓練システムの開発に資金を拠出することを決定し、PC-21の開発を1999年1月に開始した。開発にあたっては、当時のターボプロップ練習機を凌ぐ空力特性、より強力で柔軟性に富み、かつ費用対効果に優れた統合訓練システム、当時のターボプロップ練習機を大きくは越えないライフサイクルコストなどが基本主眼に置かれた。
試作初号機は2002年4月30日にスイスのシュタンス（Stans）にあるピラタスの工場からロールアウトし、7月1日に初飛行を行った。試作機の中の1機HB-HZBが2005年1月13日にスイスのブオッシュ(Buochs)でエアロバティック飛行の練習中に墜落し、操縦士が死亡、地上にいたもう1人が怪我を負う事故によって失われた。他の試作機のHB-HZA と HB-HZCは現在でも飛行中。

## 設計

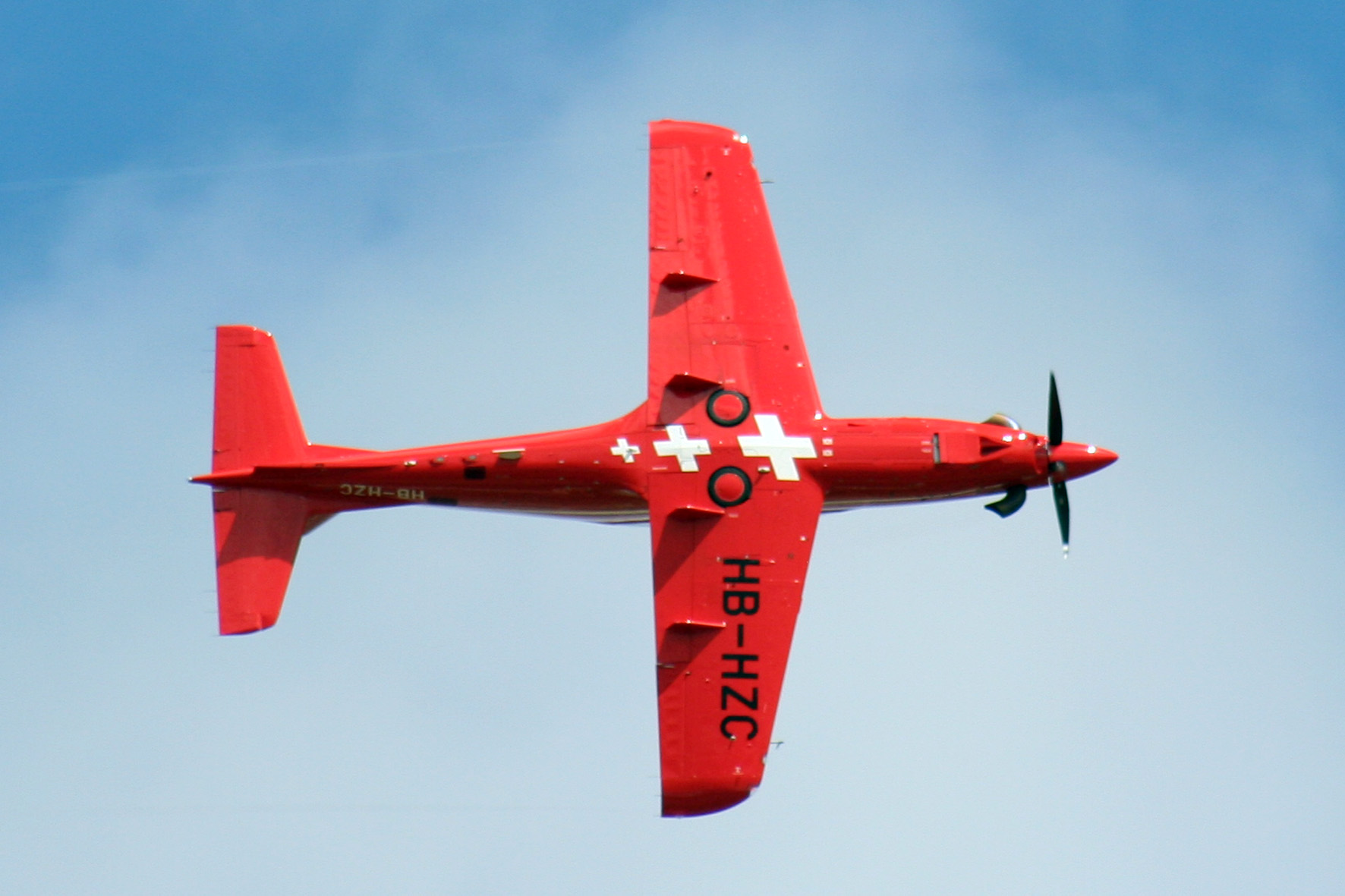
曲技飛行を行うPC-21

PC-21は全く新しい航空機である。エンジンはPC-9のPT6A-62(857kW)よりも高出力のPT6A-68B(1192kW)を採用し、その大きなパワーを受け止め高速飛行や高機動飛行を可能にするためにプロペラは5翅のブレードを装備している。これによって最高速度は時速700km近くとプロペラ機としては極めて高速なものとなり、ジェット戦闘機で多用される訓練速度域をある程度カバーしている。機首上面には大きな傾斜が付けられており、前席・後席ともに良好な下方視界を確保する。また、主翼は前縁にのみ約12度の後退角をつけ幅を切り詰めたテーパー翼としており、ロールレートは毎秒200度と、このクラスのターボプロップ機としては驚異的な速さを発揮する。機体の制限荷重も+8G/-4Gとジェット戦闘機なみである。さらに、プロペラトルクの影響を防ぐための自動修正機能によって操縦性をよりジェット機に近づけている。
タンデム配置のコックピットはバードストライク対策の施された全周視界の風防で覆われ、3つの大型液晶ディスプレイやヘッドアップディスプレイ、HOTASコントロールを備えたグラスコックピットとなっている。ディスプレイやスイッチの機能は、スイス空軍の主力戦闘機であるF/A-18と同一にされており、F/A-18への直接的な移行を容易にしている。また、要望があればミラージュ2000やユーロファイター、グリペンといった他の戦闘機に仕様を合わせることも可能としている。ディスプレイは暗視ゴーグル対応型なので、暗視ゴーグルを使用した訓練にも対応できる。そして、機体に統合された訓練システムにより武装の運用シミュレーションを実施することができ、空対空戦闘も2対2までならシミュレートできる。ほかにも機上酸素発生装置や、マーチン・ベイカー製のMk161ゼロゼロ式射出座席（速度、高度が共に「ゼロ」でも作動可能）も標準装備されている。
これによってジェット練習機とほぼ同様の訓練が可能になり、さらに初等訓練をフライトシミュレーターで行うことで全ての訓練課程に1機種で対応できることが証明されたとされているが、さすがにジェット戦闘機特有の空中戦闘機動の訓練を行うことは不可能であり、PC-21導入国の中には、より高性能なジェット練習機と併せて運用している国もある。このようなジェット練習機と併用するニーズに対応するため、後にピラタスはより低コストな基本練習機としてPC-7 MKXを開発している。ただし、超音速ジェット戦闘機の性能をフルに発揮する最高度ランクの訓練においては、複座型の存在する実機があればそちらを使えばよいという見方もあり（高等練習機の項目を参照）、実際にスイス空軍ではジェット練習機を全て退役させ、複座戦闘機で高等練習を行っている。
ピラタス社の練習機はその性能ゆえ、しばしば武装して実戦投入されることがスイス国内で論争となっている。ただしPC-21の場合は「コンピューター制御の非常に複雑な航空機であるため、ピラタス社の協力なしに武装することは不可能」とされている。

## 配備
スイス空軍は6機のPC-21を受領し、最初の4機が2008年4月に配備された。同年には早くも最初の訓練が開始され、経済効率の良さを証明した。
2008年1月21日にシンガポール空軍向けの最初のPC-21が就役に先立って行われた納品テストを完了し、同年7月13日にはシンガポール空軍に配備された。同年8月までに計19機が配備された。
アラブ首長国連邦は2009年に25機の発注を発表し、最初の機体は2010年11月22日に初飛行した。
その後も発注数を伸ばし続けており、ピラタス社では将来的に1,000機程度の需要があると見込んで販売活動を行っている。

## 採用国
スイス
スイス空軍が2003年から順次退役中のBAe ホークの後継として、6機のPC-21を高等練習機として運用。
 シンガポール
シンガポール空軍がSIAI-アエルマッキ S-211の後継として、2008年6月初めから19機のPC-21を高等練習機としてピアース空軍基地（オーストラリア）で運用。2023年時点で19機を保有している。
 アラブ首長国連邦
アラブ首長国連邦空軍がPC-7の後継として25機を発注し、2011-2012年に納入された。
 オーストラリア
CT/4 エアトレーナーとPC-9/Aの代替として、2019年11月までに49機を導入した。22機がイーストセール空軍基地で飛行訓練に用いられ、残りはエディンバーグ空軍基地で試験飛行に、ウィリアムズ空軍基地で前線航空管制訓練に用いられる。CT/4で行っていた選抜飛行課程はフライトシミュレーターで代替することを計画している。これに合わせて、曲技飛行隊ルーレッツも2019年3月にPC-21へ機種更新した。
 カタール
2014-2015年にかけてカタールのエアアカデミーに24機が納入された。
 サウジアラビア
2014年6月-2016年4月にかけてサウジアラビア空軍に55機が納入された。
 ヨルダン
当初発注したのはPC-9Mだったが、PC-21へ変更。CASA C-101の代替で、ヨルダン空軍に10機が納入。
 フランス
2016年12月にPC-21を選択。まずグロプ G 120とTB30 エプシロンを運用していた1/13 Artois訓練飛行隊に代替として配備された。アルファジェットの一部シラバスを置き換える予定。2018年5月17日に当初発注分17機の生産が完了。最初のトレーニングコースの開始は2019年5月になる見込み。その後2021年に9機が追加発注された。
 スペイン
2019年に注文し、2020年1月に署名。スペイン空軍に24機を納入予定。
 イギリス
Qinetiq社が帝国テストパイロット学校向けの高等訓練に使用。

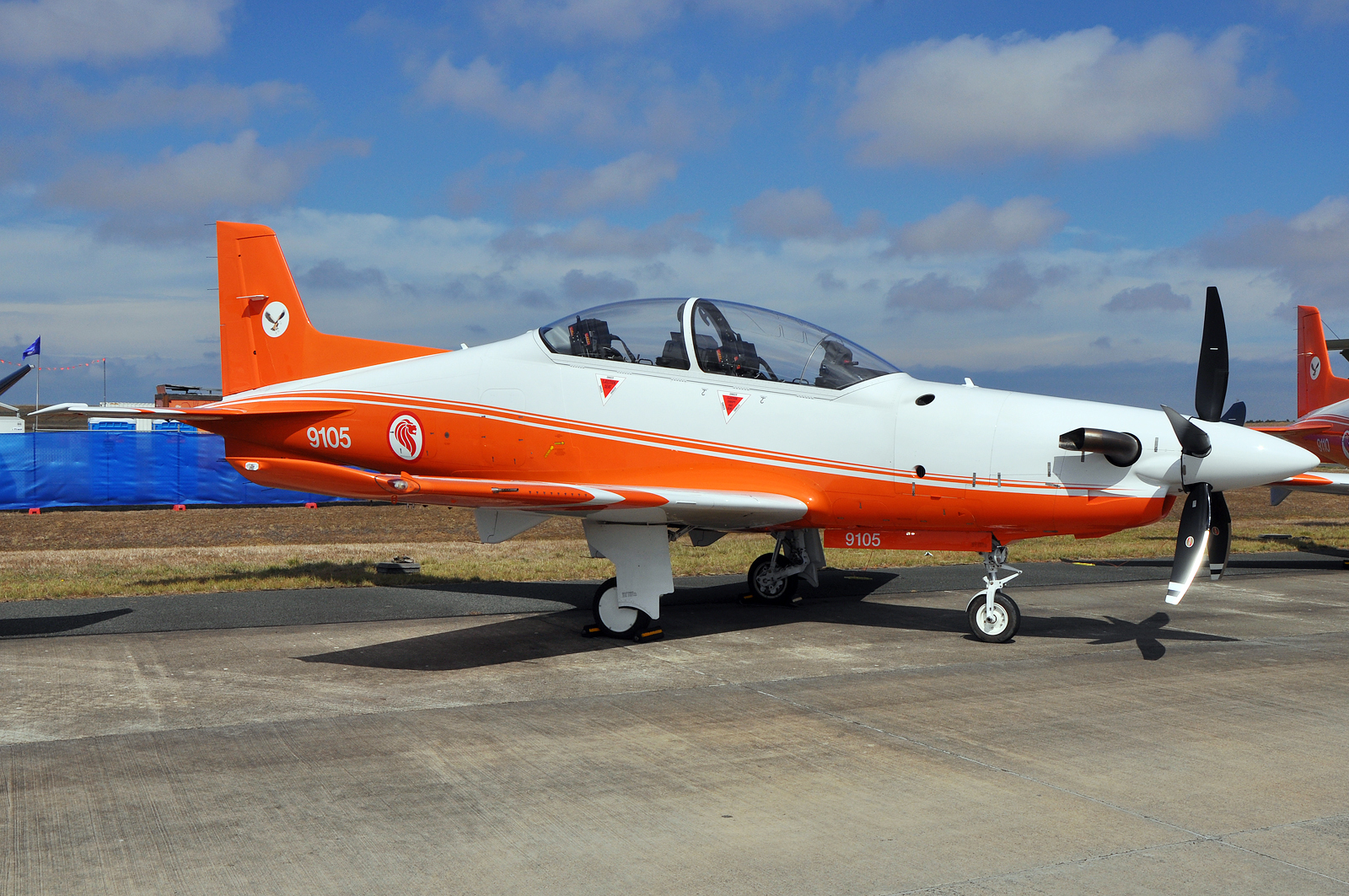
シンガポール空軍機
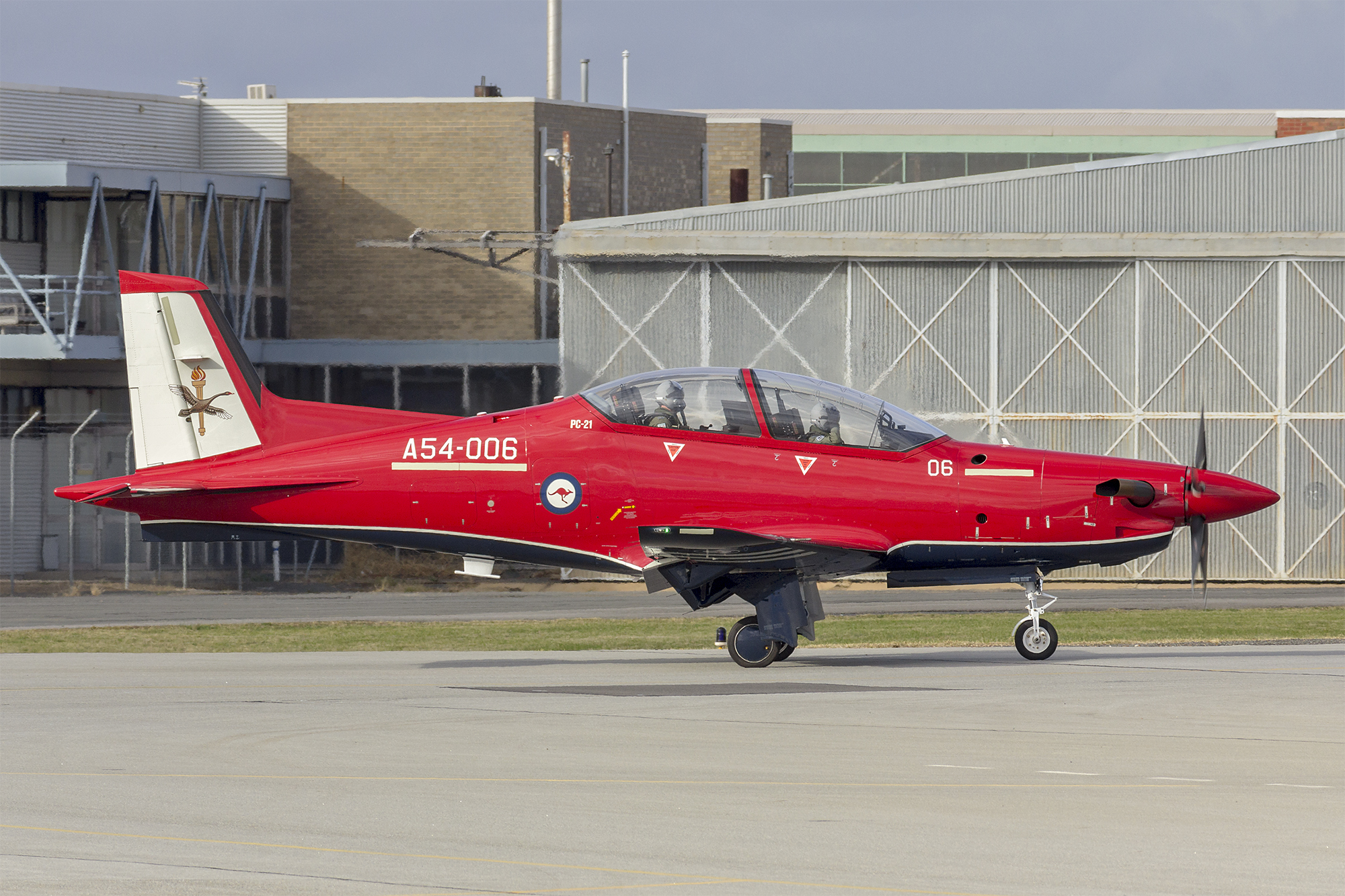
オーストラリア空軍機
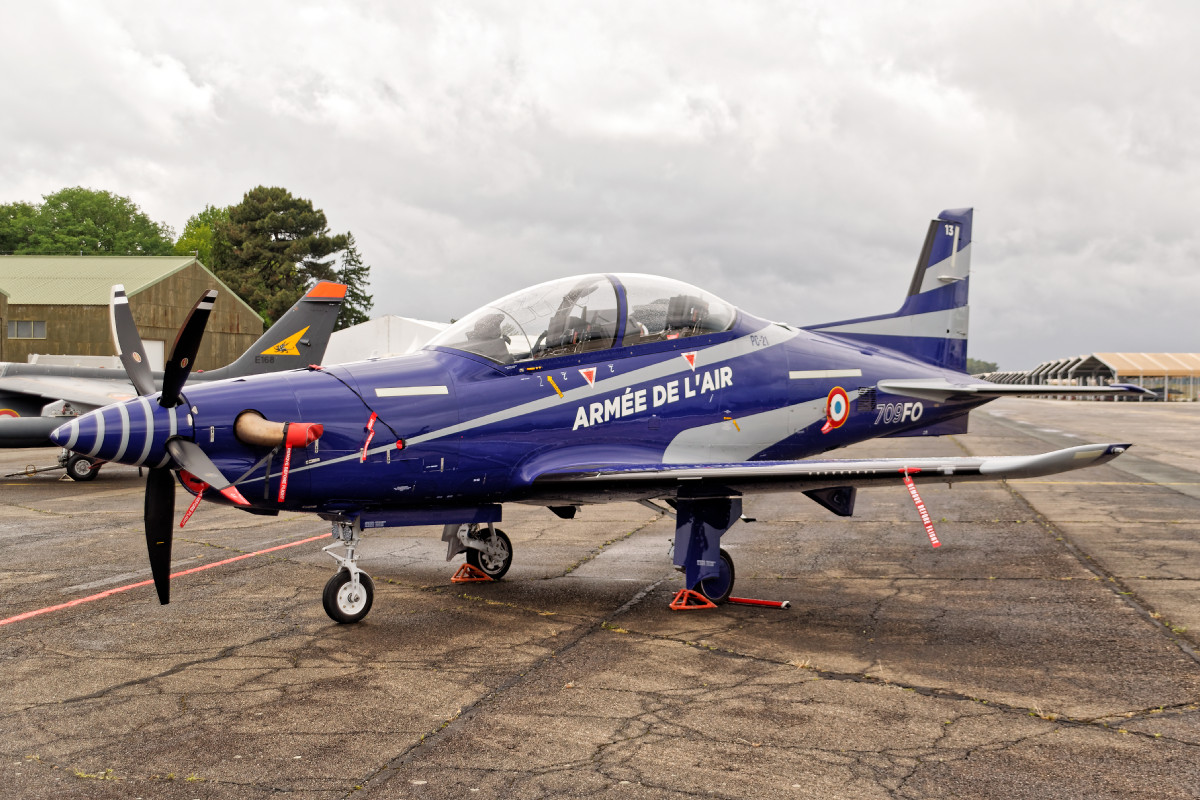
フランス空軍機

## 性能諸元
（PC-21）
- 乗員：2名
- 全長：11.233 m (36 ft 11 in)
- 全幅：9.108 m (29 ft 11 in)
- 全高：3.749 m (12 ft 4 in)
- 翼面積：15.221 m² (163.848 ft²)
- 翼面荷重：208 kg/m² (42.7 lb/ft²)
- 空虚重量：2,270 kg (5,005 lb)
- 最大離陸重量：3,100 kg (エアロバティック) / 4,250 kg (utility) (6,834 lb (エアロバティック) / 9,370 lb (utility))
- 馬力重量比：0.39 kW/kg (0.23 hp/lb)
- エンジン：1 × プラット・アンド・ホイットニー・カナダ PT6A-68B ターボプロップ エンジン、1,200 kW (1,600 shp)
- 最大速度：685 km/h (370 knots, 428 mph)
- 失速速度：170 km/h (フラップ、車輪 上げ) / 150 km/h (フラップ、車輪 下げ) (92 knots, 106.25 mph (フラップ、車輪 上げ) / 81 knots, 93.75 mph (フラップ、車輪 下げ))
- 巡航高度：11,580 m (38,000 ft)
- 航続距離：1,333 km (700 nm, 805 miles)
- 上昇率： 1,219 m/min (4,000 ft/min)
- Gリミット：+8G、-4G
- 武装：
  - ハードポイント：対反乱作戦用に1,150 kg (2,535 lb)までの空対地攻撃兵器を搭載できるハードポイントを主翼下に4箇所、胴体中央に1箇所。[要出典]